# Robert Curthose
Robert II, vanwege zijn gedrongen gestalte ook wel Curthose (korte maillot) genoemd (ca. 1054 - Cardiff Castle, 3 februari 1134), hertog van Normandië, was de oudste zoon van Willem de Veroveraar en Mathilde van Vlaanderen. Hij stond bekend als een dappere, onbezonnen avonturier, die makkelijk te manipuleren was.

## Robert Curthose
Robert gedroeg zich grillig. Het scheen hem weinig uit te maken aan welke kant hij vocht, als er maar gevochten werd. Toen zijn vader in 1077 weigerde om het gezag over Maine en Normandië alvast aan hem over te dragen, bond Robert in een alliantie met de Franse koning Filips I van Frankrijk de gewapende strijd met hem aan. Op zijn sterfbed besloot Willem het koningschap over Engeland daarom niet aan zijn opstandige zoon na te laten, maar aan diens jongere broer Willem Rufus. Robert moest zich met het hertogdom Normandië tevreden stellen.
Willem Rufus en Robert Curthose kwamen overeen dat ze, zolang ze geen nageslacht hadden, elkaars erfgenaam zouden zijn. De jongste broer, Hendrik, die van zijn vader slechts een geldbedrag had geërfd, zou daardoor nooit de zeggenschap over een van beide gebieden krijgen. Het maakte hem tot levenslange rivaal van zijn beide broers.

## Robert van Normandië
De gebieden Engeland en Normandië waren politiek sterk verweven. Normandische edellieden, die vaak in beide gebieden land bezaten, merkten al snel dat ze Robert een stuk makkelijker naar hun hand konden zetten dan dat bij de zelfbewuste Willem Rufus het geval was. Ze wakkerden de rivaliteit tussen de broers aan met als doel Rufus buitenspel te zetten. Hendrik maakte gemene zaak met hen, hopende om ooit de zeggenschap over een eigen gebied te verwerven.
Anders dan Willem Rufus was Robert geen sterk strateeg. Hij verwerd in de jaren na zijn vaders dood door zijn onbezonnen politiek tot een armoedzaaier die volgens, misschien enigszins overdreven, berichten van tijdgenoten soms dagenlang het bed hield omdat hij zich geen fatsoenlijke kleren kon veroorloven. In 1090 schoot Willem Rufus zijn oudere broer te hulp in de zoveelste strijd tegen de Normandische adel en in 1096 nam hij het gezag over Normandië tijdelijk waar omdat Robert had besloten om aan de Eerste Kruistocht deel te nemen. Robert bekostigde zijn expeditie met de pachtsom die hij van Willem Rufus ontving. De door Roberts beleid verloren gegane gebiedsdelen werden door Rufus al snel terugveroverd.

## Robert de kruisvaarder
Omdat Robert zich geen eigen lofdichter kon veroorloven, figureert hij in de verslagen van de kruistocht slechts als bijfiguur in de lofzangen op andere strijders. Daaruit blijkt dat hij altijd in de voorste gelederen meevocht. Alexius Comnenus, de keizer van Constantinopel, beloonde hem uiteindelijk voor zijn loyaliteit met een donatie die hem gedeeltelijk uit de financiële problemen hielp. Die problemen werden verder opgelost door een huwelijk: aan tijdens de kruistocht opgedane contacten met in Italië gevestigde Noormannen hield hij zijn echtgenote over. In 1099 trouwde hij met de rijke Sybille van Conversano.

## Robert versus Hendrik
Het was nog maar de vraag of Robert het gezag over Normandië van Willem Rufus terug zou krijgen. Dit probleem bleek bij Roberts terugkeer in september 1100 al opgelost: Rufus was een maand eerder bij een jachtongeval omgekomen. Omdat Rufus geen nakomelingen had en Robert afwezig was had Hendrik van de gelegenheid gebruikgemaakt om de Engelse troon te bestijgen. Dat ten tijde van het jachtongeval al bekend was dat Robert in aantocht was, had daarbij geen beletsel gevormd.
In 1101 maakte Robert, gesteund door Normandisch-Engelse baronnen die Hendrik maar wat graag plaats zagen maken voor zijn eenvoudig te manipuleren broer, de overtocht naar Portsmouth om zijn rechten op de Engelse troon te laten gelden. Na een goed gesprek, waarin bleek dat zijn plan om de twee gebiedsdelen te herenigen onvermijdelijk zou leiden tot conflicten met de paus, Frankrijk en Vlaanderen, besloot Robert eieren voor zijn geld te kiezen. Hij stelde zich tevreden met een jaarlijkse toelage van 2000 pond als genoegdoening en keerde terug naar Normandië waar hij opnieuw de grootste moeite had om de lokale adel onder de duim te houden. Met name Robert Belleme, die hem ten tijde van de tocht naar Portsmouth nog gesteund had, voerde nu voortdurend strijd met zowel Robert als Hendrik.
In Engeland rekende Hendrik snel af met Robert Belleme, die zich vervolgens in Normandië terugtrok. Daar kon hij, dankzij Robert Curthoses zwakke bewind, een stevige basis vestigen om Hendrik te blijven bestrijden. Hendrik loste de zaak in 1106 op door Normandië op zijn broer te veroveren bij de Slag van Tinchebrai. Zowel Robert Curthose als Robert Belleme werden levenslang gevangengezet.
Robert Curthose bracht hierdoor de laatste achtentwintig jaar van zijn leven door in Cardiff Castle, als gevangene van zijn broer. Zijn in 1101 geboren zoon Willem Clito leverde ondertussen vergeefs strijd met Hendrik om de macht over Normandië.

## Voorouders
| Voorouders van Robert Curthose | Voorouders van Robert Curthose                                               | Voorouders van Robert Curthose                                               | Voorouders van Robert Curthose                                               | Voorouders van Robert Curthose                                               | Voorouders van Robert Curthose                                                | Voorouders van Robert Curthose                                                | Voorouders van Robert Curthose                                               | Voorouders van Robert Curthose                                               |
| ------------------------------ | ---------------------------------------------------------------------------- | ---------------------------------------------------------------------------- | ---------------------------------------------------------------------------- | ---------------------------------------------------------------------------- | ----------------------------------------------------------------------------- | ----------------------------------------------------------------------------- | ---------------------------------------------------------------------------- | ---------------------------------------------------------------------------- |
| Overgrootouders                | Richard II van Normandië (963–1026) ∞ 1000 Judith van Bretagne (982-1017)    | Richard II van Normandië (963–1026) ∞ 1000 Judith van Bretagne (982-1017)    | ? (-) ∞ ? (–)                                                                | ? (-) ∞ ? (–)                                                                | Boudewijn IV van Vlaanderen (980–1035) ∞ 1012 Otgiva van Luxemburg (986-1030) | Boudewijn IV van Vlaanderen (980–1035) ∞ 1012 Otgiva van Luxemburg (986-1030) | Robert II van Frankrijk (972-1031) ∞ Constance van Arles (986–1034)          | Robert II van Frankrijk (972-1031) ∞ Constance van Arles (986–1034)          |
| Grootouders                    | Robert de Duivel (1000/1010-1035) ∞ Herleva (1015-1050)                      | Robert de Duivel (1000/1010-1035) ∞ Herleva (1015-1050)                      | Robert de Duivel (1000/1010-1035) ∞ Herleva (1015-1050)                      | Robert de Duivel (1000/1010-1035) ∞ Herleva (1015-1050)                      | Boudewijn V van Vlaanderen (1013-1067) ∞ 1028 Adela van Mesen (1116-1165)     | Boudewijn V van Vlaanderen (1013-1067) ∞ 1028 Adela van Mesen (1116-1165)     | Boudewijn V van Vlaanderen (1013-1067) ∞ 1028 Adela van Mesen (1116-1165)    | Boudewijn V van Vlaanderen (1013-1067) ∞ 1028 Adela van Mesen (1116-1165)    |
| Ouders                         | Willem de Veroveraar (±1028–1087) ∞ 1051 Mathilde van Vlaanderen (1031-1083) | Willem de Veroveraar (±1028–1087) ∞ 1051 Mathilde van Vlaanderen (1031-1083) | Willem de Veroveraar (±1028–1087) ∞ 1051 Mathilde van Vlaanderen (1031-1083) | Willem de Veroveraar (±1028–1087) ∞ 1051 Mathilde van Vlaanderen (1031-1083) | Willem de Veroveraar (±1028–1087) ∞ 1051 Mathilde van Vlaanderen (1031-1083)  | Willem de Veroveraar (±1028–1087) ∞ 1051 Mathilde van Vlaanderen (1031-1083)  | Willem de Veroveraar (±1028–1087) ∞ 1051 Mathilde van Vlaanderen (1031-1083) | Willem de Veroveraar (±1028–1087) ∞ 1051 Mathilde van Vlaanderen (1031-1083) |
| Robert Curthose (1054-1134)    |                                                                              |                                                                              |                                                                              |                                                                              |                                                                               |                                                                               |                                                                              |                                                                              |